# Marguerite d'Autriche (1567-1633)
Pour les articles homonymes, voir Marguerite d'Autriche.
Marguerite d'Autriche, née le 25 janvier 1567 à Wiener Neustadt et morte le 5 juillet 1633 à Madrid, est une princesse de la maison des Habsbourg.

## Biographie
Née en 1567, Marguerite est la fille de Maximilien II de Habsbourg, empereur des Romains depuis 1564, et de Marie d'Autriche, sa cousine devenue son épouse en 1548. Marguerite est la quinzième de leurs seize enfants (dont seulement neuf survécurent à l'enfance) et cinquième fille.
Durant sa jeunesse, elle est très influencée par le catholicisme strict de sa mère.
Fin 1581, âgée de quatorze ans, elle se dirige vers l'Espagne avec sa mère, étant destinée à épouser le roi Philippe II, veuf de sa sœur l'archiduchesse Anne et de quarante ans son ainé mais qui a besoin de consolider sa dynastie. 
Arrivant de Gênes puis de Marseille, elles accostent à Collioure le 12 décembre 1581 puis se dirigent vers Perpignan dix jours plus tard pour y passer les fêtes de Noël. L'impératrice Marie et l'archiduchesse reprennent ensuite la route vers l'Espagne. Cependant, cette dernière préfère entrer au couvent et le roi ne se remariera pas. Elle prend le voile sous le nom de Sœur Marguerite de la Croix dans l'ordre des clarisses au sein du monastère des Déchaussées royales à Madrid. Elle y meurt à l'âge de soixante-six ans et y est enterrée.